# District de Naxi
Pour les articles homonymes, voir Naxi (homonymie).
Le district de Naxi (纳溪区 ; pinyin : Nàxī Qū) est une subdivision administrative de la province du Sichuan en Chine. Il est placé sous la juridiction de la ville-préfecture de Luzhou.